# 馬爾滕
馬爾滕是保加利亞的城鎮，位於該國東北部多瑙河右岸，由魯塞州負責管轄，始建於公元一世紀，海拔高度42米，該鎮有全國唯一的隕石坑，2006年人口3,902。